# Сергеев, Юрий Валентинович (конькобежец)
Юрий Валентинович Сергеев (16 июля 1925, Москва — 29 июля 2024, Москва) — советский конькобежец, тренер, судья всесоюзной категории, член общества «Динамо». Участник зимних Олимпийских игр 1956 года и участник чемпионата мира по конькобежному спорту в классическом многоборье 1954 года. Многократный рекордсмен мира на дистанции в 500 метров. Заслуженный мастер спорта СССР, заслуженный тренер РСФСР.

## Биография
Родился 16 июля 1925 года в Москве.
Во время Великой Отечественной войны служил в полку специального назначения.
Чемпион СССР на дистанции 500 метров в 1949 и 1951—1955 годах. В 1954 году участвовал в чемпионате мира в классическом многоборье, где занял 13-е место. На Зимней Олимпиаде 1956 года был четвертым.
После завершения конькобежной карьеры занялся тренерской деятельностью. Работал тренером в «Динамо».
Скончался 29 июля 2024 года на 100-м году жизни в Москве.

## Звания и награды

### Спортивные звания
- Заслуженный мастер спорта СССР
- Заслуженный тренер РСФСР

### Военные награды
- Орден Отечественной войны II степени
- Орден «Знак Почёта» (27.04.1957) — «за успехи, достигнутые в деле развития массового физкультурного движения в стране, повышения мастерства советских спортсменов, и успешное выступление на международных соревнованиях»
- Медаль «За оборону Москвы»

## Спортивные достижения

### Мировые рекорды[5]
| Дисциплина | Время  | Дата           | Место |
| ---------- | ------ | -------------- | ----- |
| 500 м      | 0.41,7 | 6 января 1952  | Медео |
| 500 м      | 0.41,2 | 19 января 1952 | Медео |
| 500 м      | 0.40,9 | 25 января 1953 | Медео |
| 500 м      | 0.40,8 | 19 января 1955 | Медео |

### Зимние Олимпийские игры 1956
- 4-е место.

Первыми на старт вышли спринтеры Евгений Гришин и московский динамовец Юрий Сергеев. Во второй паре Сергеев выигрывает забег, но его время 41,1 секунды уступает лучшему результату. В итоге на дистанции 500 м с новым мировым рекордом — 40,2 сек. победу одержал Гришин, а результат Юрия Сергеева уступает бронзовому призеру лишь на одну десятую доли секунды, и Сергеев остается четвертым в списке.

### Чемпионат мира по конькобежному спорту в классическом многоборье 1954
- 13 место[6][8].

| место | спортсмен    | страна | очки    | 500 м    | 5000 м      | 1500 м      | 10 000 м |
| ----- | ------------ | ------ | ------- | -------- | ----------- | ----------- | -------- |
| 13    | Юрий Сергеев | СССР   | 147.140 | 44,3 (2) | 8.59,4 (15) | 2.26,7 (10) | —        |